# Mariä-Entschlafens-Kirche (Donji Vrbljani)

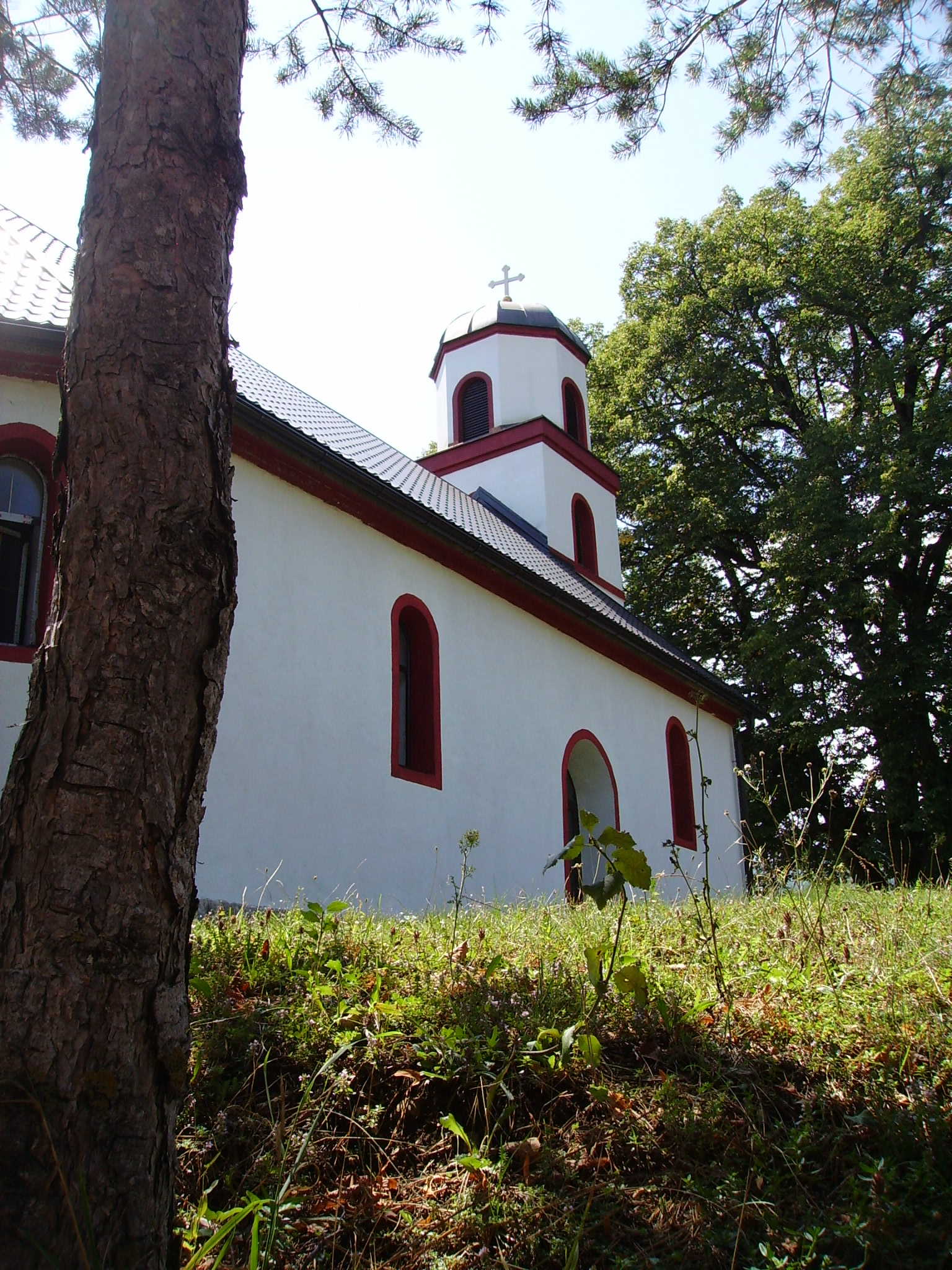
Die Mariä-Entschlafens-Kirche in Donji Vrbljani

Die Mariä-Entschlafens-Kirche (serbokroatisch:Црква Успења Пресвете Богородице/Crkva Uspenja Presvete Bogorodice) in Donji Vrbljani, einem Dorf in der Opština Ribnik ist eine serbisch-orthodoxe Kirche in Bosnien und Herzegowina.
Die von 1937 bis 1939 erbaute Kirche gehört zur Eparchie Bihać-Petrovac der Serbisch-Orthodoxen Kirche. Die Kirche ist dem Entschlafen der Allheiligen Gottesmutter geweiht.

## Lage
Die Kirche steht im Zentrum des, um die 900 Einwohner zählenden Dorfes Donji Vrbljani in der Opština Ribnik im Nordwesten Bosniens. Die Opština Ribnik liegt in der Republika Srpska, dem überwiegend serbisch bewohnten Landesteil Bosniens und der Herzegowina.
Neben dem Gotteshaus steht ein Denkmal für die gefallenen Soldaten aus dem Dorf im von 1992 bis 1995 dauernden Bosnienkrieg. Im Dorf befindet sich die Quelle des Flusses Sana.

## Geschichte
Im Dorf standen vor der heutigen Kirche drei Holzkirchen. Die letzte der drei Holzkirchen wurde 1901 auf dem Gelände der zweiten verfallenen Holzkirche erbaut und besaß das gleiche Patrozinium wie die heutige Kirche.
Vor dem Zweiten Weltkrieg wurde zur Zeit des Priesters Veljko Babić, das heutige Kirchengebäude von 1937 bis 1939 aus festem Steinmaterial erbaut. Im Zweiten Weltkrieg wurde das Gotteshaus beschädigt. Von 1968 bis 1969 zur Zeit des Bischofs Andrej Frušić der Eparchie Banja Luka, wurde die Kirche teilweise renoviert.
Auch im Bosnienkrieg wurde die Kirche beschädigt. Von 1998 bis 2006 wurde die Kirche großflächig renoviert. Und am 13. Juli 2008 wurde die Kirche vom damaligen Bischof der Eparchie Bihać-Petrovac Hrizostom Jević neu eingeweiht.
Die Kirche ist im Serbisch-byzantinischen Stil erbaut und ist einschiffig. Die Fassade der Kirche ist schlicht in Weiß gehalten. Die Kirche besitzt für Orthodoxe Kirchen typisch eine Ikonostase mit Ikonen. Einige der Ikonen stammen vom Metropoliten der Metropolie Dabrobosnien, Sava Kosanović (1839–1903) und datieren sich von 1872 bis 1875.

## Quelle
- Artikel über die Kirche auf der Seite der Eparchie von Bihać-Petrovac, (serbisch)

Koordinaten: 44° 21′ 6,81″ N, 16° 48′ 56,01″ O